# Cầu Khuể
Cầu Khuể bắc qua sông Văn Úc nối liền hai huyện An Lão và Tiên Lãng của thành phố Hải Phòng, Việt Nam.

## Thông số kỹ thuật
- Kết cấu cầu dầm hộp bê tông cốt thép dự ứng lực đúc hẫng và dầm super-T
- Cầu chính dài 787 m, rộng 11 m
- Đường dẫn hai đầu cầu dài 511,5m, rộng nền đường 12m, phần xe chạy rộng 7m
- Độ tĩnh không thông thuyền 80x10 m.[cần dẫn nguồn]

## Lịch sử
Cầu được đặt tại vị trí cách bến phà Khuể 72 m về phía thượng lưu, nơi dòng sông rộng hơn 700 m và sâu hơn 10m.
Phà Khuể trước đây có thời gọi là "phà khổ" bởi sự chờ đợi lâu và tình hình trật tự. Nơi đây, 11h30 đêm tháng 7/1978 một cơn bão ma đi qua làm lật đò đã cướp đi 20 sinh mạng trong lúc dòng sông đang chảy mạnh ra biển, ngày hôm sau người ta chỉ tìm thấy xác con đò nát và một thi thể ở trong rừng đước.
Cầu chính dài 787 m, rộng 11 m, tĩnh không thông thuyền cao 10 m. Kết cấu cầu dầm hộp bê tông cốt thép dự ứng lực đúc hẫng và dầm super-T, móng cọc khoan nhồi đường kính 1,2m. Đường dẫn hai đầu cầu có bề rộng nền đường 12m, phần xe chạy rộng 7m. Chiều dài đường dẫn bờ An Lão (địa phận xã Chiến Thắng) là 205m, bờ Tiên Lãng là 306,5m nối vào đường tỉnh lộ 354. Tiến độ thực hiện dự án 2007-2010, hoàn thành vào 10.10.2010.